# Sam Vaknin
Shmuel „Sam“ Vaknin (hebräisch שמואל "סם" ואקנין; geboren am 21. April 1961) ist ein israelischer Schriftsteller und Psychologieprofessor. Er ist der Autor von Malignant Self Love: Narcissism Revisited (1999), war der letzte Redakteur der inzwischen eingestellten politischen Nachrichten-Website Global Politician und betreibt eine private Website zur narzisstischen Persönlichkeitsstörung (NPD).
Er postulierte auch die Theorie über Chrononen und Zeitasymmetrie.

## Lebenslauf

### Jugend
Vaknin wurde in Kiryat Yam, Israel, als ältestes von fünf Kindern sephardischer jüdischer Einwanderer geboren. Vaknins Mutter stammte aus der Türkei und sein Vater, ein Bauarbeiter, aus Marokko. Vaknin beschrieb seine Kindheit als schwer und schrieb, dass seine Eltern schlecht vorbereitet waren mit normalen Kindern umzugehen, geschweige denn mit hochbegabten.'
Von 1979 bis 1982 diente er in den Ausbildungseinheiten der Israelischen Verteidigungskräfte. Zwischen 1980 und 1983 gründete er in Tel Aviv eine Kette von computergestützter Informationskiosks und arbeitete 1982 für die Nessim D. Gaon Group in Genf, Paris, und New York City.
Mitte der 80er Jahre wurde er auf Schwierigkeiten in der Beziehung mit seiner Verlobten sowie Stimmungsschwankungen aufmerksam. 1985 suchte er die Hilfe eines Psychiaters, der bei ihm eine narzisstische Persönlichkeitsstörung (NPD) diagnostizierte. Vaknin lehnte die Diagnose damals ab.
Er war von 1986 bis 1987 der Geschäftsführer von IPE Ltd. in London. Er zog nach Israel zurück, wo er Direktor der israelischen Investmentfirma Mikbatz Teshua wurde. Er war auch der Präsident der israelischen Filiale der Vereinigungskirche.

### Festnahme und Inhaftierung
Im Jahr 1995 wurde er in Israel zusammen mit zwei weiteren Männern, Nissim Avioz und Dov Landau, in drei Fällen des Wertpapierbetrugs für schuldig befunden. Er wurde zu 18 Monaten Gefängnis und einer Geldstrafe von 50.000 Schekel (ca. 14.000 US-Dollar) verurteilt, während das Unternehmen eine Geldstrafe von 100.000 Schekel erhielt. 1996 willigte er als Bewährungsauflage in eine psychiatrische Untersuchung ein, bei der verschiedene Persönlichkeitsstörungen festgestellt wurden. Vaknin sagte: „Ich war Borderline, Schizoid, aber am stärksten war die NPD“, und bei dieser Gelegenheit akzeptierte er die Diagnose, weil, wie er schrieb, „es eine Erleichterung war, zu wissen, was ich hatte.“

### Späteres Leben
Vaknin zog nach Skopje, Nordmazedonien, wo er die Mazedonierin Lidija Rangelovska heiratete. Sie gründeten 1997 Narcissus Publications, die Vaknins Werke veröffentlicht. Zwischen 2001 und 2003 war Vaknin Wirtschaftskorrespondent für United Press International. Er schrieb auch für Central Europe Review über politische Fragen auf dem Balkan, sowie für Middle East Times. Bis einigen Wochen vor den Wahlen in Nordmazedonien im September 2002 diente er als Berater des nordmazedonischen Finanzministers. Er schreibt regelmäßig für andere Zeitschriften wie International Analyst Network, Brussels Morning, und das online American Chronicle.
Vaknin war von 2017 bis 2022 Gastprofessor an der Südlichen Föderalen Universität in Oblast Rostow, Russland und hielt dort eine Vorlesungsreihe zur Persönlichkeitspsychologie. Er ist außerdem Professor für Management und Professor für Psychologie am Commonwealth Institute of Advanced and Professional Studies (CIAPS) in Nigeria, Kanada und dem Vereinigten Königreich.
Vaknin war von 2009 bis 2011 Gründungsmitglied des Lenkungsausschusses zur Förderung des Gesundheitswesens in der Republik Nordmazedonien. Er ist Mitglied des Beirats des CFACT Committee for a Constructive Tomorrow.

## Schriften und Interviews

### Arbeit zu Chrononen und Zeitasymmetrie
Vaknin schlug in seiner Dissertation von 1982 mit dem Titel „Time Asymmetry Revisited“ ein Modell der quantisierten Zeit vor. Die bei der Pacific Western University (California) eingereichte Dissertation postuliert die Existenz eines Teilchens (Chronon). In der vorgeschlagenen Theorie ist die Zeit das Ergebnis der Wechselwirkung von Chrononen, ganz ähnlich wie andere Kräfte in der Natur das Ergebnis anderer Teilchenwechselwirkungen sind. Chronon-Wechselwirkungen (Teilchenaustausch) im Zeitfeld erzeugen „Zeit“ und „Zeitasymmetrie“, wie wir sie beobachten.

### Ansichten zum Narzissmus
Vaknin schreibt auch im Internet über Narzissmus und Psychopathie. Auf seinem Youtube-Kanal hat er über 1000 Videos überwiegend zum Narzissmus, aber auch zu einigen anderen Persönlichkeitsstörungen veröffentlicht.
Seine Ansichten sind in den Medien gefragt.

Seiner Ansicht nach haben Narzissten ihr „wahres Selbst“ verloren, den Kern ihrer Persönlichkeit, der durch Größenwahn, ein „falsches Selbst“, ersetzt wurde. Daher, so glaubt er, können sie nicht geheilt werden, weil sie nicht als echte Personen existieren, sondern nur als Reflexionen: 

„Das falsche Selbst ersetzt das wahre Selbst des Narzissten und soll ihn durch selbst zugeschriebene Allmacht vor Verletzungen und narzisstischen Verletzungen schützen … Der Narzisst gibt vor, sein falsches Selbst sei echt und verlangt, dass andere diese Konfabulation bestätigen.“

Vaknin erweitert das Konzept der narzisstischen Versorgung und führt Konzepte wie primäre und sekundäre narzisstische Versorgung ein. Er unterscheidet zwischen zerebralen und somatischen Narzissten; Erstere erzeugen ihre narzisstische Versorgung durch den Einsatz ihres Geistes, letztere durch ihren Körper. Er selbst sieht sich als zerebralen Narzissten. Narzisstische Co-Abhängige nennt er „invertierte Narzissten“. „[Sie] bieten dem Narzissten ein unterwürfiges, nicht bedrohliches Publikum … die perfekte Kulisse.“ Er stellt fest, dass Narzissten „kalte Empathie“ (kognitiv und reflexiv) besitzen.
Vaknin schlägt vor, dass Narzissten und ihre Lebenspartner sich gegenseitig als introjizierte, idealisierte Mutterfiguren betrachten („Schnappschuss“) in einer gemeinsamen Fantasie und versuchen, die Dynamik der frühen Kindheit in ihren Beziehungen nachzuspielen, in dem, was er als „doppelte Mutterschaft“ bezeichnet. Der Narzisst idealisiert die Versorgungsquelle, um im Besitz eines idealen inneren Objekts zu sein. Denn nach seinem Verständnis macht ihn das auch ideal. Da geht es um Co-Idealisierung. Vaknin behauptet, dass der Narzisst nicht direkt mit anderen Menschen kommuniziert, sondern mit den inneren Objekten die diese Menschen in dem Geist des Narzissten darstellen. „Selbst wenn er scheinbar mit jemand anderem interagiert, führt der Narzisst tatsächlich einen selbstreferenziellen Diskurs.“
Er postulierte die Existenz einer Art narzisstischer Borderline-Störung, die er als verdeckte Borderline-Störung bezeichnete. Er glaubt, dass als Ausdruck eines wachsenden kollektiven Narzissmus überproportional viele pathologische Narzissten in den einflussreichsten Bereichen der Gesellschaft wie Medizin, Finanzwesen und Politik am Werk sind.
Vaknin entwickelte eine neue Behandlungsmethode für Narzissmus und Depression, die er „Kalte Therapie“ nennt. Sie basiert auf der Neudefinition von pathologischem Narzissmus als Form von komplexer posttraumatischer Belastungsstörung (K-PTBS) und Entwicklungsstillstand, was zu einer suchtkranken Persönlichkeit mit einem gestörten Bindungsstil führt. Dabei wird Retraumatisierung und eine Form der Neuausrichtung verwendet.

### Filmauftritte
2007 trat Vaknin in der Episode „Egomania“ der britischen Dokumentarserie Mania des Senders Channel 4 auf.
2009 war er Gegenstand des australischen Dokumentarfilms I, Psychopath, bei dem Ian Walker Regie führte. In dem Film unterzog sich Vaknin einer psychologischen Untersuchung, bei der er die Kriterien für Psychopathie gemäß der Hare Psychopathy Checklist erfüllte, die Kriterien für Narzissmus jedoch nicht.
2013 trat Vaknin im von Radio Télévision Suisse produzierten Dokumentarfilm Ce qui nous rend méchants auf.
2016 trat Vaknin in der von Vice Media produzierten Dokumentation How Narcissists Took Over the World auf.
2019 trat Vaknin in dem von Richard Grannon produzierten Online-Dokumentarfilm Plugged-in: The True Toxicity of Social Media Revealed auf.

### Ausgewählte Veröffentlichungen
- Requesting my Loved One. (Originaltitel: Baḳashah me-ishah ahuvah) (= Prozah). Jedi’ot Acharonot. Sifre hemed, Tel Aviv 1997, ISBN 978-965-448-341-4 (hebräisch, loc.gov).
- (mit Nikola Gruevski) Macedonian Economy on a Crossroads. Skopje, NIP Noval Literatura, 1998. ISBN 9989-610-01-0
- Malignant Self Love: Narcissism Revisited. Narcissus Publications, Prague, 1999. ISBN 978-80-238-3384-3
- After the Rain: How the West Lost the East. Narcissus Publications, in Zusammenarbeit mit Central Europe Review/CEENMI, 2000. ISBN 80-238-5173-X